# エルマン環

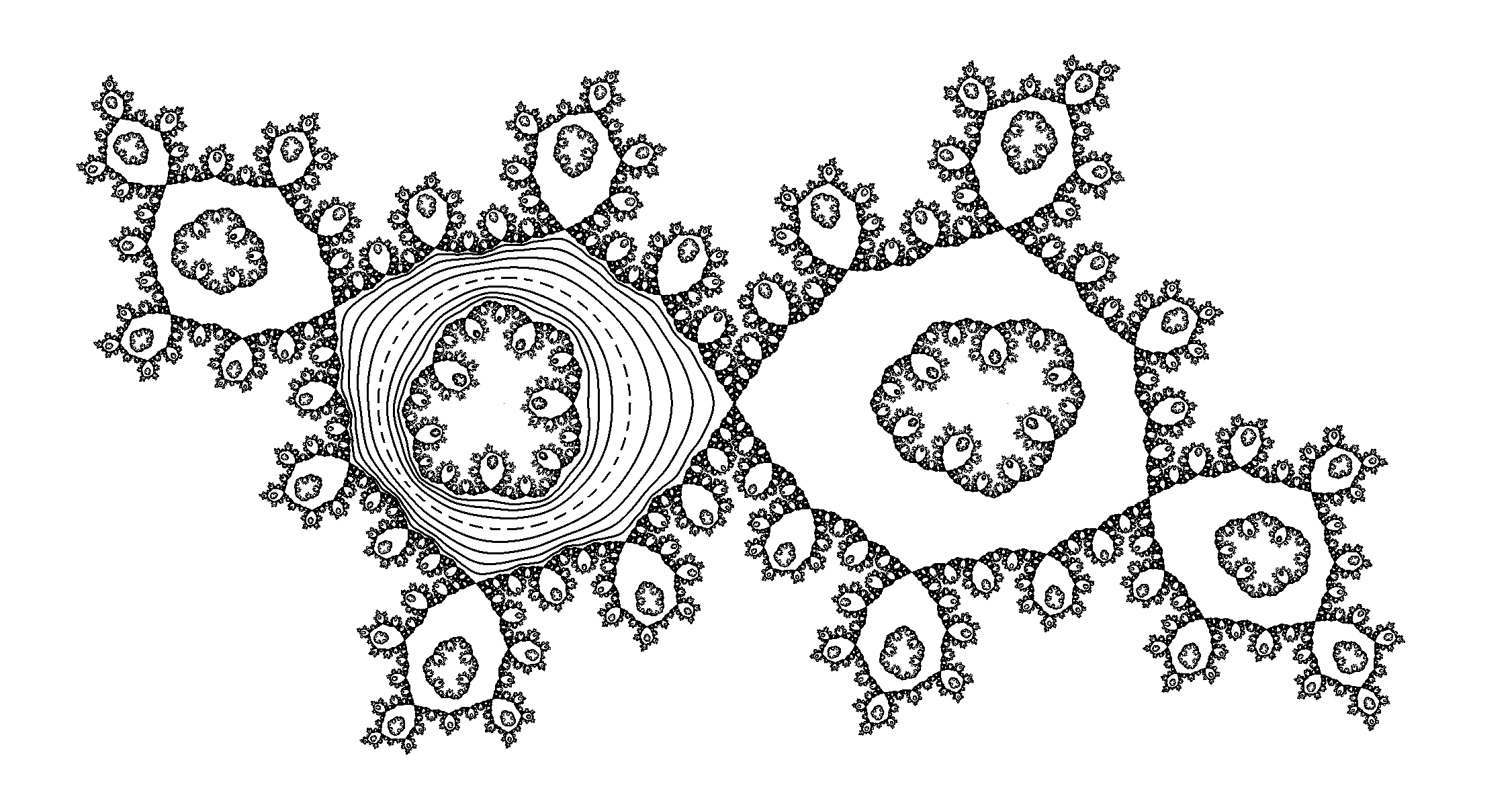
回転数が (√5−1)/2 となるように t=.6151732... とされた三次有理関数 e^{2πit}z^{2}(z−4)/(1−4z) のジュリア集合。影の部分がエルマン環。

数学、特に複素力学系に於けるエルマン環（エルマンかん、英: Herman ring）は、ファトゥ成分の一つである。数学者マイケル・エルマンにちなむ。
エルマン環の有理関数は標準的なアニュラスの無理回転と共形共役である。

## 正式な定義
ƒ が周期 p のエルマン環 U を持つとは、ある等角写像
{\displaystyle \phi :U\rightarrow \{\zeta :0<r<|\zeta |<1\}}
および無理数 {\displaystyle \theta } が存在して、次が成り立つことを言う：
{\displaystyle \phi \circ f^{\circ p}\circ \phi ^{-1}(\zeta )=e^{2\pi i\theta }\zeta .}
したがってエルマン環上の力学系は単純である。

## 関数
- 多項式はエルマン環を持たない。
- 有理関数はエルマン環を持つ。
- 超越整関数はエルマン環を持たない[2]。

## 例
エルマン環を持つ有理関数の一例として、次が挙げられる。
{\displaystyle f(z)={\frac {e^{2\pi i\tau }z^{2}(z-4)}{1-4z}}}
ここで {\displaystyle \tau =0.6151732\dots } であり、単位円上での ƒ の回転数は {\displaystyle ({\sqrt {5}}-1)/2} になる。
下に示される図は ƒ のジュリア集合である。すなわち、白いアニュラスの中の曲線は ƒ の反復に対するいくつかの点の軌道であり、点線の部分が単位円である。
エルマン環とある周期放物型ファトゥ成分を同時に持つ有理関数の一例を、次の図に挙げる。

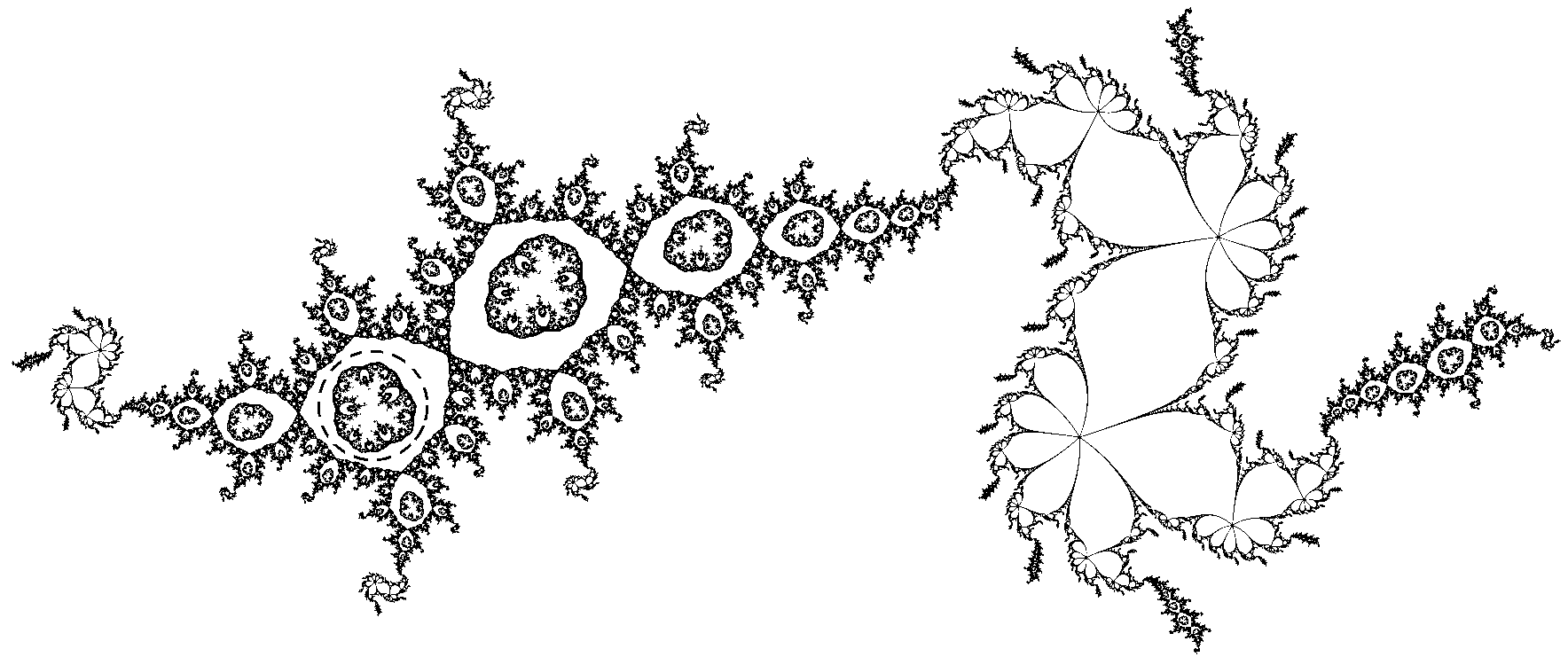
エルマン環とある周期放物型ファトゥ成分を同時に持つ有理関数 。ここで であり、単位円上での の回転数は である。図は回転されている。

さらに、周期 2 のエルマン環を持つ有理関数の一例を次に挙げる。
この有理関数の表現は次のようになる。
{\displaystyle g_{a,b,c}(z)={\frac {z^{2}(z-a)}{z-b}}+c,\,}
ただし
{\displaystyle {\begin{aligned}a&=0.17021425+0.12612303i,\\b&=0.17115266+0.12592514i,\\c&=1.18521775+0.16885254i.\end{aligned}}}

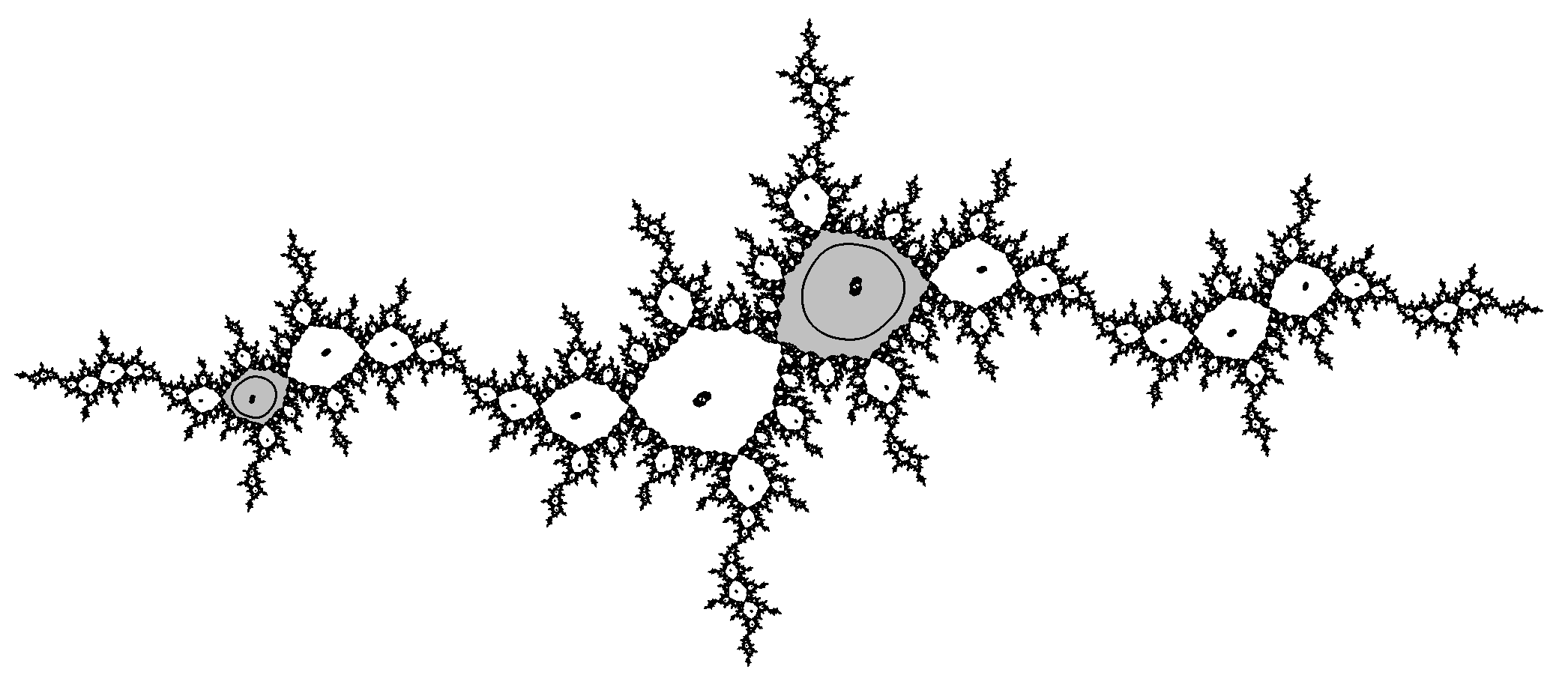
周期 2 のエルマン環を持つ有理関数

この例は、周期 2 のジーゲル円板を持つ二次多項式
{\displaystyle h(z)=z^{2}-1-{\frac {e^{{\sqrt {5}}\pi i}}{4}}}
からの準共形手術によって構成される。パラメータ a, b, c は試行錯誤によって得られたものである。
現在を
{\displaystyle {\begin{aligned}a&=0.14285933+0.06404502i,\\b&=0.14362386+0.06461542i,{\text{ and}}\\c&=0.18242894+0.81957139i,\end{aligned}}}
とすると、ga,b,c のエルマン環の一つの周期は  3 である。
宍倉光広はまた別の例を与えている。それもまた周期 2 のエルマン環を持つ有理関数であるが、パラメータは上記のものとは異なる。
したがってより高次の周期のエルマン環を持つ有理関数の式を見つける方法はあるのかと言う、一つの疑問が生じる。
宍倉の結果によると、有理関数 ƒ がエルマン環を持つなら、ƒ の次数は少なくとも  3 となる。エルマン環を持つ有理型関数も存在する。